# 額部村
額部村（ぬかべむら）は群馬県の南西部、甘楽郡に属していた村。現在の富岡市南部の額部地区に相当する。

## 地理
- 河川：野上川、涸沢川

## 歴史
- 1889年（明治22年）4月1日 - 町村制施行により、周辺4村（岩染村、岡本村、野上村、南後箇村）が合併し北甘楽郡額部村が成立する。
- 1950年（昭和25年）4月1日 - 北甘楽郡が甘楽郡と改称する。
- 1954年（昭和29年）4月1日 - 黒岩村、一ノ宮町、高瀬村、小野村とともに富岡町へ編入、即日市制施行し富岡市となる。

## 交通

### 道路
- 群馬県道192号秋畑富岡線
- 群馬県道193号下仁田小幡線

## 名所・旧跡
- 群馬サファリパーク
- 額部神社